# Фалмента
Фалмѐнта (на италиански и на пиемонтски: Falmenta) е село в Северна Италия, община Вале Канобина, провинция Вербано-Кузио-Осола, регион Пиемонт. Разположено е на 715 m надморска височина.